# جواب بنیادین
در ریاضیات جواب بنیادین (Fundamental solution) برای یک عمل‌گر خطی با مشتقات جزئی L عبارت است از حل معادله دیفرانسیل غیرهمگن مربوطه در برابر بار نقطه‌ای خارجی به صورت دلتای دیراک.